# 横山崇
横山 崇（よこやま たかし、1971年12月31日 - 1997年10月19日）は、日本のレーシングドライバー。群馬県太田市出身。

## 経歴
N1耐久（後のスーパー耐久）、FJ1600などを経て、1994年に渡英しフォーミュラ・ボクスホール・ロータスに参戦。1995年にイギリスF3のBクラス、翌年にはトムスGBよりイギリスF3に参戦し、マカオGPにも出場した。
1997年は日本に戻り、全日本F3選手権に童夢からエントリーした。
同年10月19日、富士スピードウェイで行われた第9戦の決勝レースで、スタート直後のAコーナー（現在のコカコーラ・コーナー）で脇阪薫一とトム・コロネルが接触しコースアウト。脇阪のマシンは裏返しになり、救出するためにセーフティカーが導入され、「SC」ボードと黄旗が提示された。そのため1周目終了後のホームストレートで出された「SC」ボードと黄旗を確認した先頭車両が、ストレートで急減速をしたため、続くドライバーは更なる急減速を強いられることとなり、以降のドライバーはパニック状態となった。そのパニック状態から進路を失った横山は前車と接触せざるを得ず、前車のタイヤに乗り上げる形になって弾かれ、舞い上がり、ホームストレート上に架けられている電光掲示板にマシン右側から激突し、マシンは大破。横山はモノコックまで破壊されたマシンからコース上に投げ出された。横山は直ちにサーキット内にある医務室に運ばれたものの、脳幹挫創および全身打撲のため、帰らぬ人となった。享年25。この事故により同レースは中止になった。
なお、同年フォーミュラ・ニッポンにもエントリーしていた童夢は、この事故を受けて同日開催されたフォーミュラ・ニッポン決勝レースの出走を取り消し、棄権している。
のちに遺族が富士スピードウェイに対し、「黄旗及び信号が見づらい構造だったことから、結果として事故が発生した」との他ドライバーからの証言などを元に、民事訴訟（損害賠償請求訴訟）を起こしたが、原告敗訴（事実上の和解勧告）に終わっている。なお、この富士スピードウェイでの信号の見難さに関しては、翌年1998年5月の全日本GT選手権第2戦で発生した太田哲也選手の事故でも指摘されていた。この事が富士スピードウェイの改修に反映されている。

### 全日本フォーミュラ3選手権
| 年     | チーム | エンジン | 1       | 2       | 3       | 4      | 5     | 6      | 7       | 8       | 9     | 10  | 順位 | ポイント |
| ------ | ------ | -------- | ------- | ------- | ------- | ------ | ----- | ------ | ------- | ------- | ----- | --- | ---- | -------- |
| 1997年 | 童夢   | 無限     | SUZ Ret | TSU Ret | MIN Ret | FSW 15 | SUZ 9 | SUG 13 | SEN Ret | TRM Ret | FSW C | SUZ | NC   | 0        |

## エピソード
- 1994年にフォーミュラ・ボクスホール・ロータスに参戦した理由として、前年の1993年にN1耐久でコンビを組んだ原田淳から「海外のレースは練習時間が豊富」などのアドバイスを受けたためだと述べている[1]。